# Łowca księży
Łowca księży (ang. priest hunter) – w II poł. XVI wieku określenie osoby, która, działając w imieniu angielskiego, a następnie brytyjskiego rządu, szpiegowała lub porywała katolickich księży w czasach obowiązywania tzw. „Praw Karnych” (ang. Penal Laws). Łowcy księży byli często łowcami nagród. Niektórzy z nich byli ochotnikami, doświadczonymi żołnierzami lub byłymi szpiegami.